# Jean Bilhères de Lagraulas
Jean Bilhères de Lagraulas, franciásan gyakran Jean Villiers de la Grolaie (Gascogne, Francia Királyság, 1434/1439 – Róma, Pápai állam, 1499. augusztus 6.) francia egyházi személyiség, Lombez püspöke (1473–1499), 1493-tól bíboros volt. XI. Lajos és VIII. Károly idején fontos diplomáciai feladatokat végzett és több állami pozíciót töltött be, élete utolsó éveiben pedig Rómában képviselte a francia érdekeket. A művészettörténetbe Michelangelo vatikáni Pietà-szobrának megrendelőjeként írta be a nevét.

## Élete

### XI. Lajos szolgálatában
Ifjúságáról keveset tudunk. Nemesi családból származott, apja a gascogne-i Lagraulas hűbérura volt. Fiatalon belépett a bencés rendbe. 1473-ban a szülőföldje közelében lévő pessani Szent Mihály-kolostor apátja lett. Ilyen minőségben bízta meg XI. Lajos király azzal, hogy a március 5-én Lectoure-ban elesett, lázadó V. János armagnaci gróf halála után biztosítsa az új uruk elismerésében bizonytalankodó pireneusi völgyek (Aure, Magnoac, Neste és Barousse) hűségét, amire azért volt szükség, mert II. János aragóniai király is szemet vetett a területre. Az apát sikerrel járt, jutalomképpen pedig megkapta Lombez püspökségét.
Bilhères a király tanácsadójává vált, aki IV. Szixtusz pápa ellenkezése ellenére 1474 májusában jóváhagyta adminisztrátorrá választását a Párizs melletti Saint-Denis apátságának élére. A pápa csak 1475 közepén szentesítette a kinevezést. 1477-től a király nevében II. Ferdinánd aragóniai király és felesége, I. Izabella kasztíliai királynő kormányzatával tárgyalt, és 1478 októberében megkötötte a Cerdanyáért és Roussillonért korábban folytatott küzdelmeket lezáró saint-jean-de-luz-i szerződést. Ezután kommendánsként a beauvais-i Saint-Quentin-kolostor apátságát is megkapta.

### VIII. Károly idején
Amikor XI. Lajos meghalt 1481-ben, helyét kiskorú fia, a Nyájasnak nevezett VIII. Károly vette át. A fiatal király helyett régenstanács uralkodott nővére, Beaujeu-i Anna és férje, II. Péter bourboni herceg vezetésével. Anna meghívta Bilhères püspököt a tanácsába, és továbbra is fontos feladatokat látott el. Ideiglenesen több alkalommal volt pecsétőr, 1483-tól a cour des aides nevű pénzügyi bíróság elnökévé nevezték ki, 1485-ben pedig a normandiai főbíróság (échiquier) vezetője lett. A főúri ellenzékkel kialakult konfliktus megoldásában is szerepet vállalt: elnökölte az 1484-es tours-i rendi gyűlést, illetve részt vett azon az 1488-as párizsi parlamenti ülésen, amely felségsértésért elítélte a lázadó II. Ferenc bretagne-i és II. Lajos orléans-i herceget. 1489-ben Frankfurt am Mainban képviselte a régenskormányzatot, és békét kötött a Ferenc herceg örökségére szemet vető, annak Anna nevű örökösével házasságot kötött Habsburg Miksa római királlyal, III. Frigyes császár fiával.
1491-ben Santes püspöke, Louis de Rochechouart koadjutorává nevezték ki, de annak 1492-ben bekövetkezett halála után nem vette át a püspökség irányítását. 1491-től Rómában képviselte a francia királyi érdekeket. VIII. Ince pápa idején Róma kormányzójaként tevékenykedett. Az aktív itáliai politikát folytató VIII. Károly támogatásával VI. Sándor pápa alatt, 1493 szeptemberében bíborossá nevezték ki. Címtemploma a Szent Szabina-bazilika lett. Amikor Károly itáliai hadjárata során, 1494. december 31-én bevonult a pápai székvárosba, Bilhères bíboros vele tartott. Miután a franciák 1495 elején megszerezték Nápolyt, a korábban velük szövetséges pápa és Ludovico Sforza milánói herceg Habsburg Miksa és Aragóniai Ferdinánd bevonásával ellenük szövetkezett, Bilhères pedig hiába tárgyalt VI. Sándorral május 19-én. Július 1-jén ismét csatlakozott a Rómán keresztül hazafelé vonuló királyhoz.
 

### Utolsó évei
Az 1490-es években számos újabb kegyben részesült: kommendánsa lett a condomi és viviers-i püspökségnek, továbbá több apátságnak (nevers-i Szent Márton-apátság, luxeuil-i apátság, tournusi apátság, Mas-Garnier-i apátság). Utóbbiakról még életében lemondott. Az 1498-ban trónra lépő XII. Lajos idején is Rómában maradt. 1498-ban rendelte meg Michelangelótól híres szobrát, a Fájdalmas Szűzanyát ábrázoló Pietàt, amivel a fiatal szobrász számára meghozta az igazi hírnevet. A szobor a vatikáni Szent Péter-székesegyház Szent Petronilla-kápolnája számára készült, ami Nagy Károly kora óta a frank, majd francia uralkodókhoz kötődött. A bíborost 1499. augusztus 6-án, Rómában érte a halál. Temetésére a Szent Petronilla-kápolnában került sor, síremléke 1500-ban készült el.